# Intoxicação
Intoxicação consiste em uma série de efeitos sintomáticos produzidos quando uma substância tóxica é ingerida ou entra em contato com a pele,  olhos ou membranas mucosas.

Símbolo de risco "T" inerente às substâncias tóxicas.

Praticamente qualquer substância, se ingerida em grandes quantidades, pode ser tóxica. Porém, entre os mais de 12 milhões de produtos químicos conhecidos, menos de 3 000 causam a maior parte das intoxicações. Os idosos e as crianças são particularmente vulneráveis à intoxicação acidental.
Os sintomas de intoxicação dependem do produto, da quantidade ingerida e de certas características físicas da pessoa que o ingeriu. Algumas substâncias não são muito potentes e exigem uma exposição contínua para que ocorram problemas. Outros produtos são mais tóxicos e basta uma gota sobre a pele para causar graves problemas.
O tratamento mais comum para os casos de ingestão acidental de substâncias tóxicas consiste em ministrar grandes doses de carvão activado ao paciente, pois esse produto tem a capacidade de absorver os elementos tóxicos que se encontram em suspensão em seu aparelho digestivo.

## Substâncias tóxicas mais comuns
- Produtos de uso doméstico
  - Acetona
  - Água sanitária
  - Álcool
  - Amônia

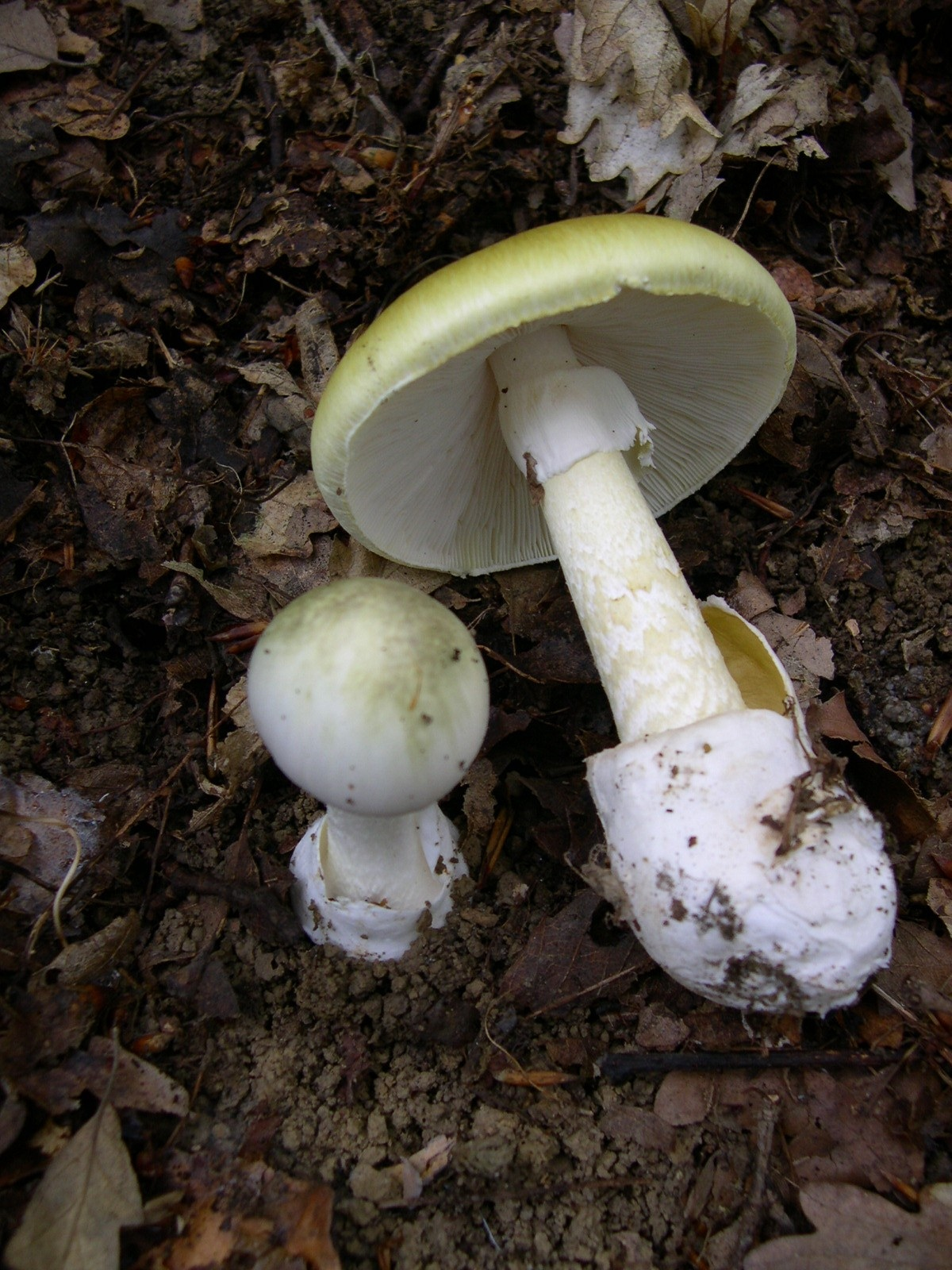
Amanita phalloides um dos mais tóxicos fungos conhecidos

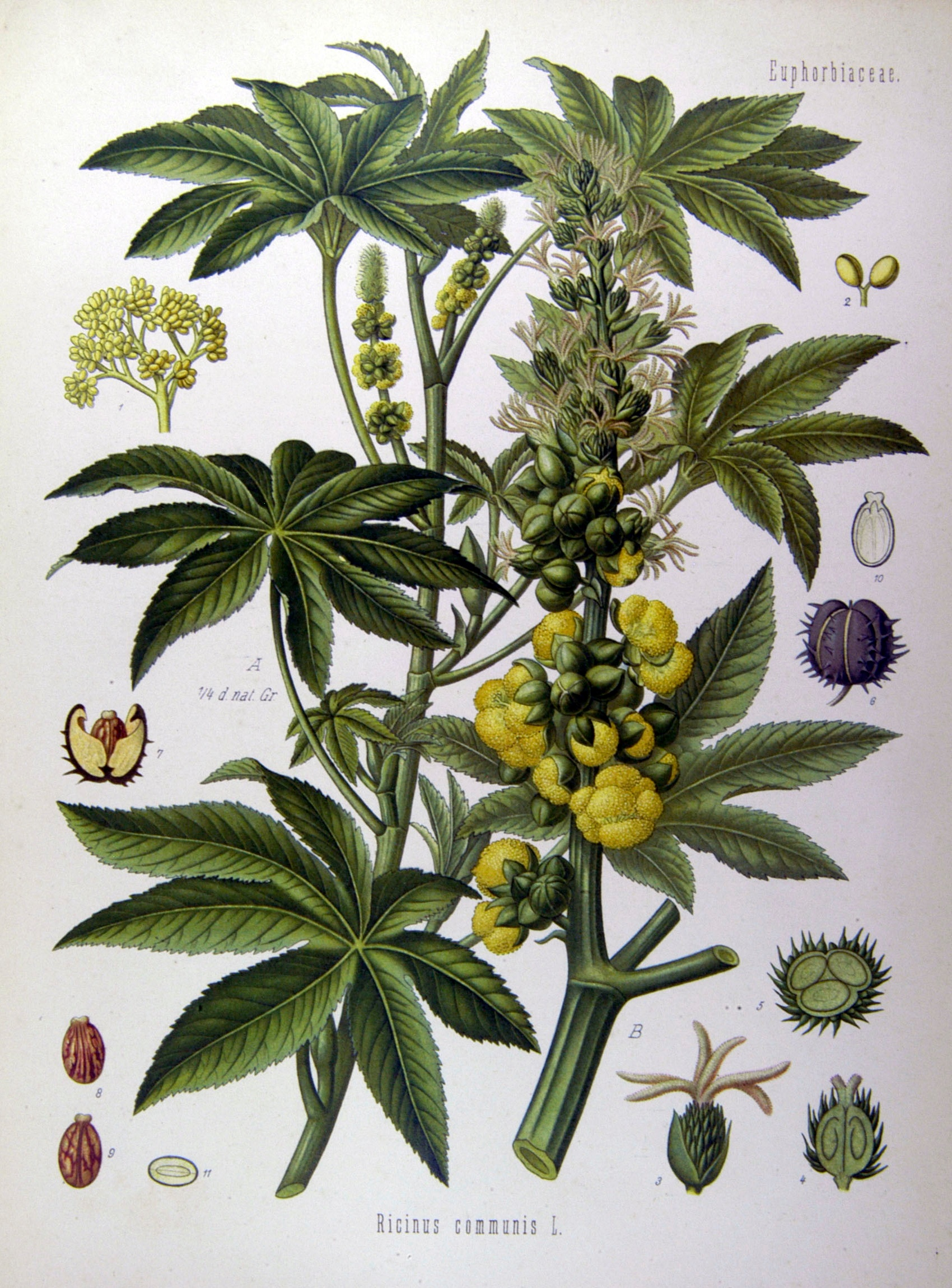
Sementes de Mamona (Ricinus comunis), essa parte da planta apresenta elevado grau de toxicidade

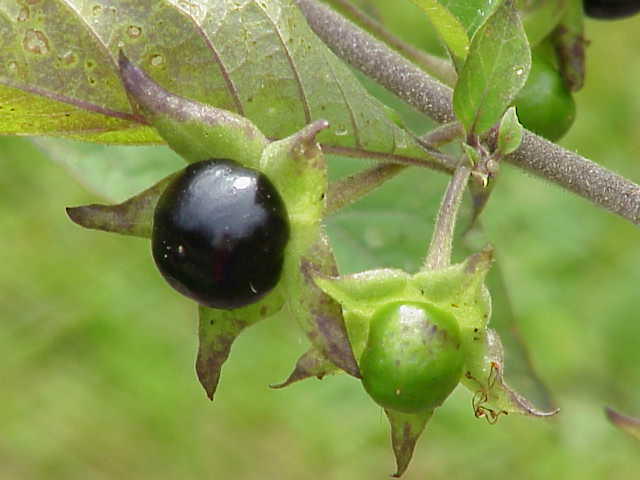
Frutos de Beladona (Atropa belladonna). A Ingestão de 5 desses pequenos frutos pode levar a óbito uma pessoa adulta

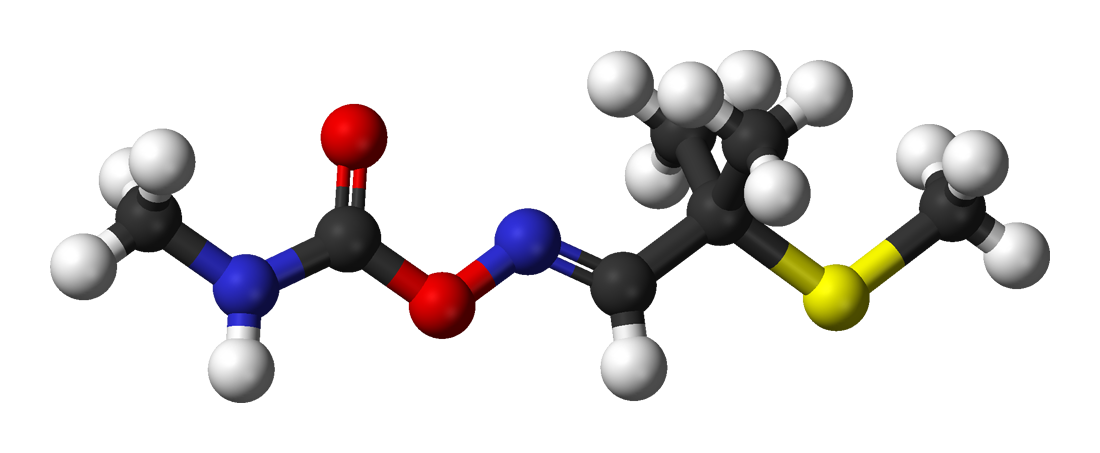
Aldicarb utilizado ilegalmente para fabricação de rodenticida

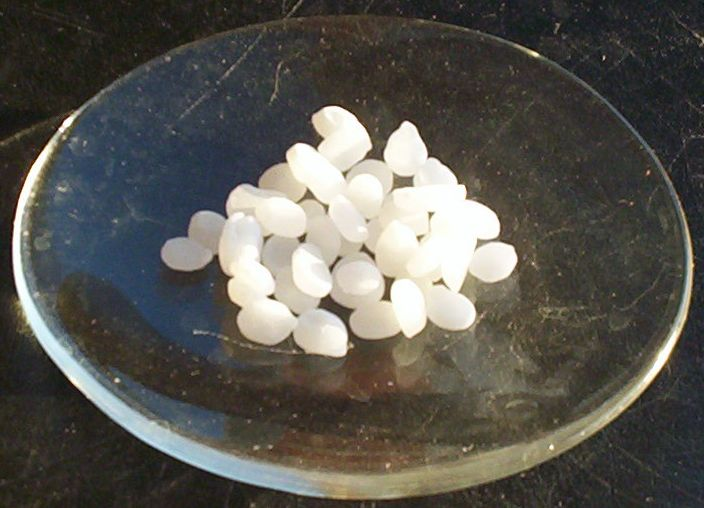
A soda cáustica é um dos produtos de uso doméstico mais perigosos

  - Anticongelante (usado nos radiadores dos automóveis)
  - Antisséptico bucal
  - Naftalina
  - Cloro
  - Colas
  - Desodorantes
  - Detergentes
  - Esmalte de unha
  - Éter
  - Flúor na ingestão de cremes dentais.
  - Gasolina
  - Herbicidas
  - Inseticidas
  - Limpadores de vasos sanitários
  - Líquidos de limpeza
  - Perfumes
  - Pesticidas
  - Querosene
  - Raticida
  - Soda cáustica
  - Solventes de tinta
  - Terebentina
  - Tintas
  - Vernizes

- Produtos alimentares
  - Alimentos vencidos e/ou contaminados (intoxicação alimentar)
  - Bebidas alcoólicas
  - Cogumelos (Algumas espécies)
  - Noz moscada
  - Pimentas (em grandes quantidades)

- Plantas
  - Aroeira
  - Beladona
  - Buchinha
  - Canabis
  - Comigo-ninguém-pode
  - Coroa de cristo
  - Dedaleira
  - Erva-moura inglesa
  - Mamona (Rícino)
  - Mandioca Brava
  - Moscadeira
  - Palmeira cica
  - Poinsétia
  - Urtiga

- Substâncias químicas industriais e poluentes
  - Ácido sulfúrico
  - Arsênico
  - Benzeno
  - Cianeto
  - Chumbo
  - Enxofre
  - Estricnina
  - Flúor no ácido hidroflúorsilicico Poluente ambiental
  - Hidróxido de sódio
  - Lixívia
  - Manganês
  - Mercúrio
  - Metais Pesados
  - Metanol
  - Monóxido de Carbono
  - Nafta
  - Organoclorados
  - Ozônio
  - Tolueno

- Drogas e Medicamentos
  - Qualquer droga ou medicamento, se ingerido em grande quantidade, é potencialmente tóxico.

- Venenos de insetos, aracnídeos e animais peçonhentos em geral

- Toxinas produzidas por alguns fungos, bactérias, algas e animais

## Plantas Tóxicas
Veja também Plantas tóxicas.

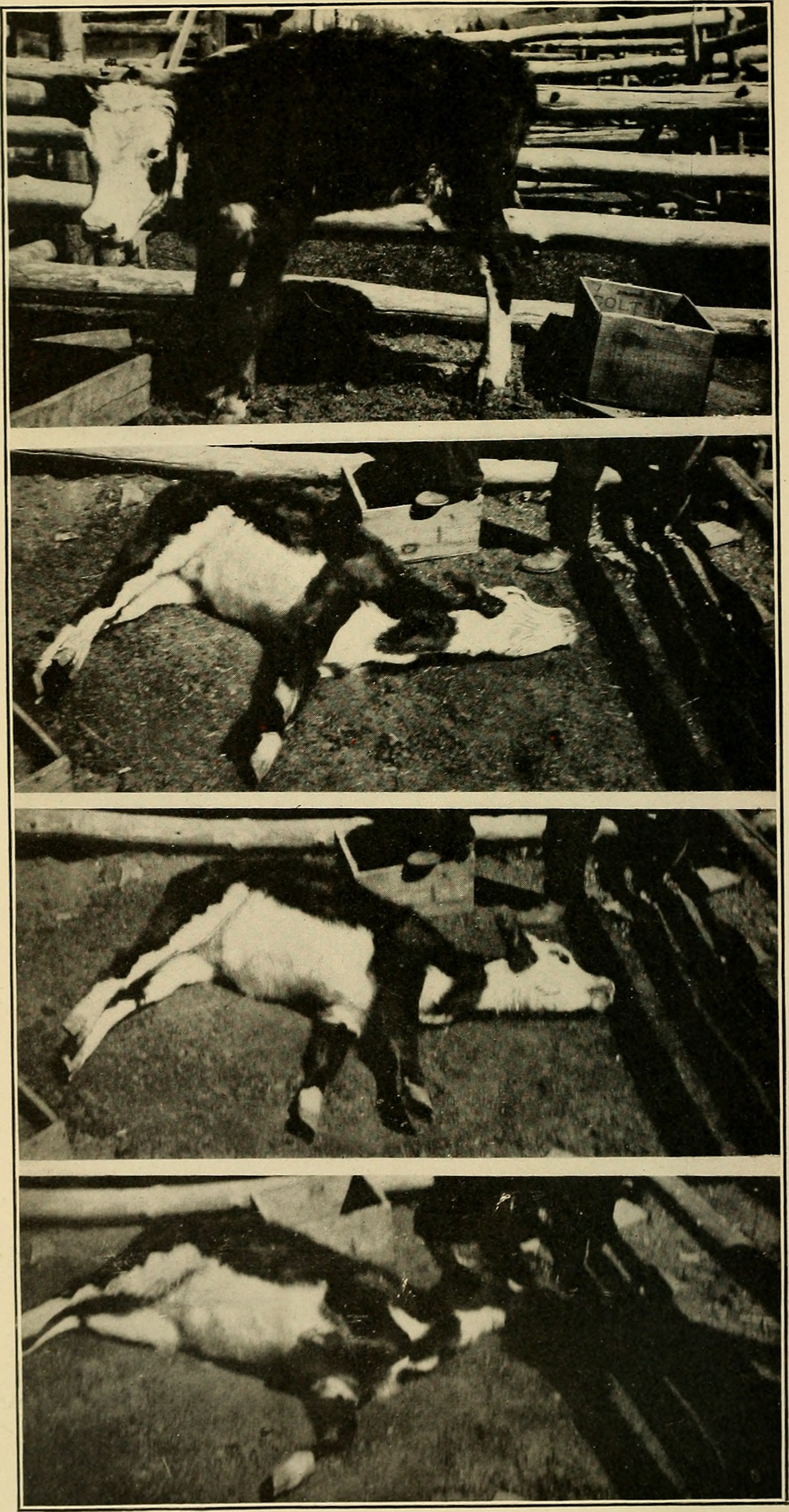
Intoxicação

A instituição norte-americana Food and Drug Administration (FDA) estima a ocorrência de cerca de 1,5 milhões de casos de intoxicações nos Estados Unidos. Dessas ocorrências, cerca de 10% estão relacionadas a ingestão de plantas tóxicas.
Cerca de 70%  dos casos de intoxicações com plantas ocorrem em crianças. Na faixa etária que vai dos 0 aos 6 anos são mais comuns os casos relacionados com as plantas cultivadas em vasos dentro das casas. Entre essas plantas, a comigo-ninguém-pode (Dieffenbachia picta- Família Araceae) é a campeã em ocorrências. Essa planta é muito apreciada em várias locais como planta ornamental. Suas folhas vistosas atraem a atenção das crianças que levam pedaços do vegetal à boca. Dentro das células das folhas e do caule dessa planta, encontram-se células especializadas chamadas idioblastos que armazenam uma grande quantidade de pequenos cristais em forma de agulhas. Esses cristais recebem o nome de ráfides e são responsávies por grande parte da toxicidade do vegetal. Quando a criança leva a planta na boca e a mastiga, os idioblastos injetam as ráfides nos lábios e na língua e esôfago da vítima, provocando uma grande irritação mecânica caracterizada por dor intensa e inchaço.
Nos Estados Unidos, a comigo-ninguém-pode é conhecida como "dumb-cane" (cana-do-mudo), pois muitos pacientes perdem temporariamente a capacidade da fala devido à obstrução das vias áereas superiores, causada pelo processo inflamatório desencadeado.
Plantas da família Euphorbiaceae como, por exemplo, o pinhão-branco (Jatropha curcas) e a mamona (Ricinus communis)  também são grandes causadoras de intoxicações em crianças. Os casos com essas espécies atingem principalmente crianças entre 6 e 12 anos, pois são geralmente encontradas em terrenos baldios, praças e calçadas. As intoxicações ocorrem geralmente pela ingestão das sementes. O pinhão-branco apresenta como princípio ativo substâncias químicas chamadas de ésteres de forbol. Estas substâncias apresentam atividades inflamatórias, causando a irritação e morte das células do sistema gastrointestinal. Os principais sintomas observados são náuseas, vômitos e diarreias. Já a mamona, apresenta como princípio tóxico uma proteína denominada ricina presente nas sementes. A ricina é uma proteína inativadora dos ribossomos, causando a parada da produção de proteínas das células, resultando  em sua morte. Os sintomas de intoxicações pela mamona é caracterizado por dores abdominais intensa acompanhada de diarreias sanguinolentas. Dependendo da gravidade pode causar a morte da pessoa intoxicada.
As intoxicações com adultos também são frequentes. A maioria dos casos estão relacionados ao uso abusivo de plantas de efeitos entorpecentes ou abortivas. A beladona, também conhecida como erva-do-diabo, é bastante utilizada por adolescentes e jovens que buscam a planta com objetivos alucinógenos. As intoxicações com esta planta se dão através da ingestão dos frutos ou do uso do chá preparado com suas folhas, (também conhecido como chá-de-lírio ou chá-do-delírio). A ingestão desse chá causa o entorpecimento da mente, caracterizado por alucinações, podendo causar o coma e a morte do intoxicado. Os princípios tóxicos da planta são alcaloides tropânicos conhecidos como escopolamina e hioscina. Ambos atuam nos receptores da acetilcolina, acarretando efeitos no sistema nervoso.
Outra planta muito utilizada por adultos e que tem causado várias intoxicações, a maioria delas com quadros de coma e óbito, é a buchinha (Luffa operculata). Essa planta é utilizada medicinalmente para o tratamento da sinusite, por meio de infusão. Tem sido responsável por diversos casos graves de hemorragias nasais. Porém, a maioria das intoxicações com essa planta estão relacionadas ao uso da planta como abortivo.